# Courtney Field
Pour les articles homonymes, voir Field.
Courtney Field, née le 23 avril 1997 à Melbourne, est une coureuse cycliste australienne.

## Palmarès sur piste

### Championnats du monde
- Séoul 2014 (juniors)
  -  Championne du monde de vitesse juniors
  -  Médaillée d'argent du 500 mètres juniors
  -  Médaillée d'argent du keirin juniors
- Astana 2015 (juniors)
  -  Médaillée d'argent du keirin juniors
  -  Médaillée d'argent de la vitesse juniors

### Coupe du monde
- 2016-2017
  - 3e du keirin à Glasgow

### Championnats d'Océanie
- 2016
  -  Médaillée d'or de la poursuite par équipes
  -  Médaillée d'argent de la vitesse

### Championnats nationaux
- 2016
  - 3e de la vitesse par équipes
- 2017
  - 2e de la vitesse
  - 3e du keirin